# Elisabet Boloix i Ripoll
Elisabet Boloix i Ripoll (Barcelona, 14 de juliol de 1960) és una gimnasta catalana, especialitzada en el trampolí. Va començar a practicar la disciplina del trampolí (doble minitrampolí i túmbling) al Gimnàs Club Guinardó de Barcelona. Al llarg de la seva carrera, ha guanyat campionats diversos, tant en categoria juvenil com sènior i tant en l'àmbit català com espanyol. També ha fet de jutge, en competicions estatals i internacionals. D'altra banda, l'any 1996 va rebre el premi Catalunya, relacionat amb la gestió en l’esport.